# Потехин, Алексей Евгеньевич
Алексе́й Евге́ньевич Поте́хин (род. 15 апреля 1972, Новокуйбышевск, Куйбышевская область) — российский музыкант, продюсер. Бывший участник и один из основателей группы «Руки Вверх!».

## Биография
Родился 15 апреля 1972 года. Матери нравилась симфоническая музыка, отцу, Евгению Потехину, — эстрадная. Старший брат Андрей Потехин увлёк его зарубежной музыкой.
После окончания школы Потехин поступил в Куйбышевский речной техникум. Купил гитару, подрабатывал на дискотеке диджеем. В его вкусе были Led Zeppelin, AC/DC, Def Leppard, Foreigner, The Cult, Metallica. После окончания техникума в 1991 г. поступил на учёбу в Самарский государственный технический университет. Окончил его в 1996 г. по специальности «инженер-системотехник».
Работал на радиостанции «Европа плюс» в Самаре, вёл передачу «Потешки от Потехина». В Тольятти создал группу «Дядюшка Рэй и компания» совместно с Сергеем Жуковым. В Москве молодые люди работали на звукозаписывающей студии «Павиан-рекордс», создавая аранжировки другим группам за право параллельно записывать песни для своей собственной. К тому времени было выбрано новое название — «Руки Вверх!».

«Вот все меня спрашивают, почему я ушёл. Я вам отвечу: потому что мы все стали взрослыми. Но Сергей так не считал, ему было комфортно. Ему комфортно и сейчас. Он всегда хотел славы, а я нет. Общаемся ли мы? Спросите у него. Хотя вы вряд ли ему дозвонитесь. Он же VIP».— 
После закрытия группы в 2006 г. Потехин занимался продюсированием молодых исполнителей, таких как Супербойз, J Well (экс-участник гр. Дискомафия). За период 2006—2008 годов выпущены 3 сборника танцевальной музыки Potexinstyle, объединивших в себе многих молодых исполнителей и хиты известных групп, таких как Демо, Планка и т. д. Занимался проектом ТРЭК&блюз, в который пригласил экс-вокалиста гр. Турбомода Владимира Лучникова и экс-участника гр. «Свои» Руслана Ачкинадзе.
В 2007 г. в группу «ТРЭК&блюз» пригласили бывшего участника телешоу «Дом-2» Алессандро Матераццо, который гастролировал с ними летом 2008 г. на юге России.
Гастролирует по России и странам СНГ с группой, которую назвал «Поднимаем руки вверх» (позднее была переименована в «Потехин Бэнд»).

## Общественная позиция
В 2010 году появилась информация, что Алексей Потехин стал членом партии «Единая Россия». В интервью Александру Пряникову в 2023 году музыкант сказал, что информация является неверной, но это было бы лучше, чем состоять в другой партии.

## Личная жизнь
Первая жена (с 13 апреля 2002 по 2004) — Ирина Томилова — танцовщица группы «Руки Вверх!».
Вторая жена (с 12 сентября 2009) — Елена Потехина — ветеринар, но работает стилистом. Дочери Мария Потехина (род. 15 марта 2010), Дарья Потехина (род. 30 апреля 2020).
У Алексея Потехина есть старший брат Андрей Потехин, бывший участник гр. «Турбомода», «Пацаны», «Revoльvers», менеджер и организатор выступлений «ТРЭК&блюз».

## Дискография

### Альбомы
Сольно:
- 2013 — Потехин, Трэк & Блюз

Потехин Бэнд:
- 2019 — Включай
- 2021 — Закачаешься

### Синглы
Сольно:
- 2012 — Обещало лето (feat. Владимир Лучников, Игорь Ясный)
- Лето-зима
- Капли на асфальте

Потехин Бэнд:
- 2016 — Где любимая
- 2017 — Чужая
- 2018 — Выпускной
- 2018 — Тюльпаны (Из дома выходи)
- 2018 — Маски
- 2019 — Барбара (на площадках не выходил)
- 2019 — Свадебная
- 2019 — На лучших дискотеках
- 2019 — Скучаю по тебе
- 2020 — Пропадаешь зря 2020 (на площадках не выходил)
- 2020 — В нашем будущем
- 2020 — Герда
- 2024 — Поднимем Руки Вверх

### Видеоклипы
Потехин Бэнд:
- 2019 — Скучаю по тебе
- 2020 — Герда

## Фильмография
- 2022 — «Самоирония судьбы» — камео
- 2024 — «Руки вверх!» — камео